# Stockholmer Blutbad

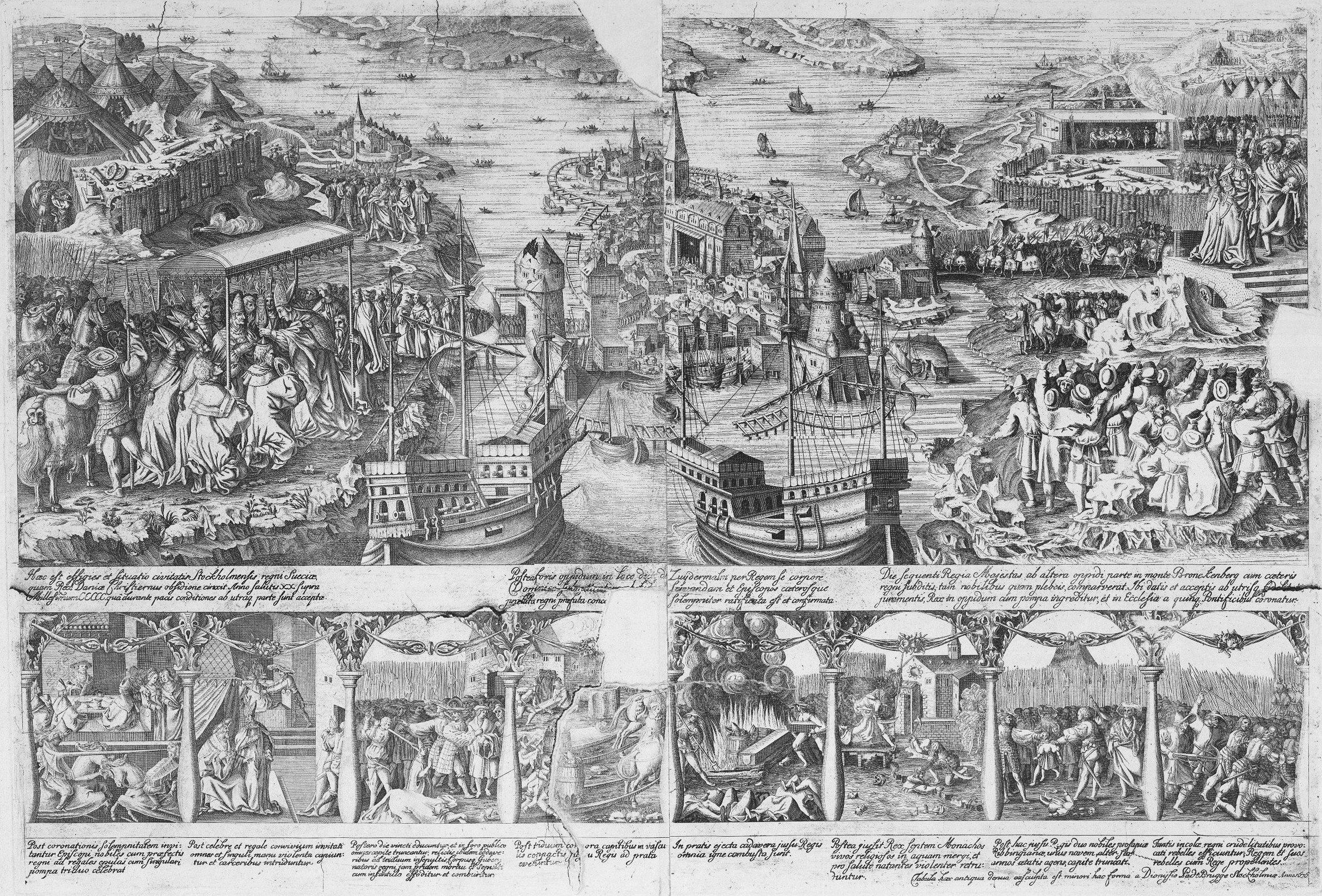
Stockholmer Blutbad (Holzschnitt von 1524)

Das Stockholmer Blutbad (schwedisch Stockholms blodbad; dänisch Det Stockholmske Blodbad) war eine Serie von Hinrichtungen, die König Christian II. von Dänemark bei seinen Krönungsfeierlichkeiten in Stockholm am 8. und 9. November 1520 durchführen ließ.

## Ablauf
Schweden war seit 1397 Mitglied der Kalmarer Union, die von den dänischen Königen beherrscht wurde. Doch gab es in Schweden starke Unabhängigkeitsbestrebungen, was dazu führte, dass Könige abgesetzt wurden und Schweden zeitweise von Reichsverwesern regiert wurde. Als Christian II. 1513 seinem Vater Hans auf dem Thron nachfolgte, hatte sich Schweden aus der Union gelöst und wurde von Reichsverweser Sten Sture dem Jüngeren regiert.
1517 setzte der schwedische Reichsrat den unionsfreundlichen Erzbischof von Uppsala Gustaf Trolle ab. Das war der letzte Anstoß für Christian II., Schweden gewaltsam wieder unter seine Kontrolle zu bringen. 1520 besiegte er Sture in der Schlacht bei Bogesund, bei der der Reichsverweser so schwer verwundet wurde, dass er kurz darauf starb. Daraufhin ergaben sich die Anhänger Sten Stures, und Christian II. versprach ihnen volle Amnestie für alles, was sie Christian II. und den Unionskönigen Hans und Christian I. angetan hatten. Stures Witwe Kristina Gyllenstierna und allen Unterstützern wurde zugesichert, ihr Eigentum und alle Lehen behalten zu dürfen. In einem weiteren Schreiben wurde auch der Stadt Stockholm, die aufgrund der Bitte des Bischofs Hemming Gadh kampflos kapitulierte, eine Amnestie gewährt. Am 4. November wurde Christian II. in Stockholm zum schwedischen König gekrönt. Der größte Teil des Stockholmer Bürgertums und des Reichsadels kam zu der als Versöhnungsfeierlichkeit deklarierten Zeremonie. Danach begann ein dreitägiges Fest, das sich jedoch als Falle für viele Gäste erwies.
Am 7. November 1520 legte der wieder eingesetzte Erzbischof Gustav Trolle eine Anklageschrift vor, in der er 55 namentlich genannte Personen, darunter diejenigen, die den Beschluss des Reichsrats zu seiner Absetzung drei Jahre zuvor mitgetragen hatten, als Ketzer anklagte. Er forderte zudem eine finanzielle Entschädigung für den Abriss der Kirchen, die Diebstähle aus der Kathedrale von Uppsala und dem Hof des Erzbischofs und eine Haftentschädigung für den hochbetagten Jakob Ulfsson, seinen Vorgänger als Erzbischof, und Bischof Otto Olavi Svinhufvud von Västerås. Diese Forderungen beliefen sich auf über eine Million Mark in Silber. Trolle behauptete auch, seine Gegner hätten die Priester der Diözese gezwungen, Gottesdienste zu halten, obwohl der Erzbischof von Lund dies durch ein Edikt untersagt habe, da Papst Sixtus IV. Sture mit dem Kirchenbann belegt hatte. Am nächsten Tag, dem 8. November, wurde ein geistliches Gericht eingerichtet.
Noch am selben Tag wurden die Anhänger Sten Stures der Ketzerei für schuldig befunden. Gleich nach Urteilsverkündung wurden die Bischöfe Vincens Henningsson von Skara und Mattias Gregersson von Strängnäs enthauptet, obwohl sie nicht zu den offiziell wegen Ketzerei Angeklagten gehört hatten. Am folgenden Tag gingen die Hinrichtungen von Adligen, die Sture unterstützt hatten, und deren Dienstleuten sowie des Bürgermeisters und der Stadträte von Stockholm weiter. Wie viele Menschen insgesamt dem Stockholmer Blutbad zum Opfer fielen, ist nicht bekannt. Nach Angaben des verantwortlichen Henkers, des deutschen Offiziers Jörgen Homuth, wurden 82 Personen hingerichtet, also etwa 20 bis 30 mehr, als angeklagt worden waren. Zu den 52 namentlich bekannten Opfern gehörten sieben Mitglieder des Reichsrats, die für Trolles Absetzung gestimmt hatten, drei weitere Adlige, drei Schlossvögte von Schloss Tre Kronor, der gesamte Stadtrat von Stockholm und zahlreiche Bürger der Stadt. Zudem wurden etwa dreißig Dienstleute der angeklagten Adligen hingerichtet, deren Namen nicht festgehalten wurden.
Die Leichname des gefallenen Reichsverwesers und seines kurz zuvor verstorbenen kleinen Sohnes wurden ausgegraben und am 10. November zusammen mit den Leichen der Hingerichteten auf einem Scheiterhaufen verbrannt. Die Familien der hingerichteten Adligen wurden festgenommen und bis 1524 in verschiedenen dänischen Burgen gefangengehalten. Einige der Frauen, darunter Gustav Wasas Mutter Cecilia Månsdotter Eka, und mehrere Kinder starben im Gefängnis. Ihre Güter wurden konfisziert.
Auf dem Rückweg von Stockholm nach Dänemark ließ Christian II. im Februar 1521 das Kloster Nydala plündern und angeblich den Abt und die Mönche hinrichten oder ertränken (auf dem Holzschnitt von 1524 unten, die dritte Szene von rechts), was die antidänische Propaganda befeuerte. Allerdings gibt es neben diesem Propagandamaterial kaum zuverlässige Quellen über das Ereignis.

## Opfer
Es wurden neben den Bischöfen dreizehn Adlige hingerichtet, darunter:
- Der Reichsrat Erik Johansson Wasa war der Vater von Gustav Wasa. Seine Frau Cecilia Månsdotter Eka, die Halbschwester von Kristina Gyllenstierna, und seine Tochter Emerantia starben im Blauen Turm in Kopenhagen, wohin alle weiblichen Mitglieder ihrer Familie gebracht wurden.
- Der Reichsrat Joakim Brahe war mit Gustav Wasas Schwester Margaret Eriksdotter Wasa verheiratet, die ebenfalls im Blauen Turm eingesperrt wurde.
- Der Reichsrat Erik Abrahamsson Leijonhufvud war mit Ebba Eriksdotter Wasa verheiratet. Sie und ihre Kinder entgingen der Festnahme, da die Hochschwangere sich ins Kloster Västerås zurückgezogen hatte.
- Der Reichsrat Måns Gren hatte 1517 am Prozess gegen Gustav Trolle teilgenommen.
- Erik Ryning war ein Lehnsmann von Sten Sture, wurde von diesem 1517 zum Reichsrat ernannte und leitete nach dessen Tod im Auftrag von dessen Witwe Kristina Gyllenstierna die Verteidigung von  Östergötland, wechselte dann aber die Seite und schloss sich Christian II. an. Trotzdem wurde er der Ketzerei angeklagt und hingerichtet.[7]
- Der Reichsrat Kristiern Bengtsson Oxenstierna stand eigentlich den Unionskönigen nahe. So war seine Frau Anna Sehestedt aus einem Holsteiner Adelsgeschlecht Hofdame bei König Hans` Ehefrau Christina von Sachsen gewesen. Er hatte mehrmals im Namen der Reichsverweser mit dem dänischen König verhandelt, sich aber nach Sten Stures Tod König Christian angeschlossen.[8] Sein Sohn war Gabriel Kristiernsson Oxenstierna
- Der Schlosshauptmann von Schloss Kalmar Erik Knutsson war der Ehemann von Ebba Wasas Schwester Margarete Eriksdotter Wasa, die 1523 Bernd van Melen heiratete.

- Erik und Eskil Gyllenstierna, die beiden Brüder von Kristina Gyllenstierna.

## Historische Wertung
Obwohl der äußere Verlauf der Ereignisse rekonstruiert werden kann, ist es schwierig zu entscheiden, ob die Hinrichtungen im Voraus geplant wurden oder improvisiert waren. Der Prozess wurde zwar von Erzbischof Trolle eingeleitet, aber nach Meinung vieler Historiker wahrscheinlich von König Christian II. initiiert. Da es sich formell um Ketzerei handelte, sah sich Christian II. nicht an sein Amnestieversprechen gebunden. Der dänische Historiker Carl Ferdinand Allen glaubte, dass das Blutbad von Christian II. im Voraus geplant wurde. Die Hinrichtungen wären demnach ein zielgerichteter Versuch gewesen, mögliche Opponenten gegen die Königsmacht aus dem Weg zu räumen bzw. einzuschüchtern. Der dänische Historiker Caspar Paludan-Müller (1805–1882) meinte hingegen, dass das Blutbad nicht geplant gewesen sei, aber Christian II. eine sich bietende Gelegenheit genutzt habe und von seinen Beratern Didrik Slagheck und Jens Andersen Beldenak dazu angeregt wurde. Lars-Olof Larsson (1934–2020) sieht in der Forderung Gustaf Trolles nach finanzieller Entschädigung einen willkommenen Anlass für den König, die Sture-Partei loszuwerden. Der schwedische Historiker Lauritz Weibull (1863–1960) schrieb die Hauptverantwortung Gustaf Trolle zu, ohne dessen Häresieanklage der König nicht so hätte handeln können. Dass Christian II. jedoch noch einen Monat nach dem Blutbad in Briefen die Hinrichtung des nach Finnland entsandten Bischofs Hemming Gadh anordnete, der dem König den raschen Einzug nach Stockholm ermöglicht hatte, spreche für seinen Blutdurst.
Eine Folge des Stockholmer Blutbads war der Aufstand des nach Dalarna geflohenen Gustav Wasa, der Schweden 1523 endgültig aus der Kalmarer Union herausführte (siehe dazu → Schwedischer Befreiungskrieg). 1523 erhob sich auch der dänische und norwegische Adel gegen Christian II. und zwang ihn zur Flucht.